# Antonio Tosti
Antonio Tosti, italijanski rimskokatoliški duhovnik, škof in kardinal, * 4. oktober 1776, Rim, † 20. marec 1866, Rim.

## Življenjepis
12. februarja 1838 je bil imenovan za kardinala in pectore, naslednje leto (18. februarja) pa je bil povzdignjen v kardinala-duhovnika pri S. Pietro in Montorio.
13. januarja 1860 je bil imenovan za knjižničarja Vatikanske knjižnice.